# المجتمع الإسكتلندي في العصر الحديث المبكر
يشمل المجتمع الإسكتلندي في العصر الحديث المبكر البنية الاجتماعية والعلاقات الموجودة في إسكتلندا بين أوائل القرن السادس عشر ومنتصف القرن الثامن عشر. تتوافق تقريبًا مع العصر الحديث المبكر في أوروبا، بدءًا من عصر النهضة والإصلاح وتنتهي مع الانتفاضات اليعقوبية الأخيرة وبدايات الثورة الصناعية.
كانت إسكتلندا في هذه الفترة مجتمعًا هرميًا، مع سلسلة معقدة من المراتب والطبقات. يعلوها الملك والأقطاب العظماء. وأدناها مرتبة الليرد، الذين برزوا مجموعةً مميزة على رأس المجتمع المحلي، عُزّزت مكانتهم عند حدوث التغيير الاقتصادي والإداري. توجد مجموعات متنوعة في المجتمع الريفي أدنى من الليرد، غالبًا غير محددة بوضوح، كاليومَن، من كبار ملاك الأراضي غالبًا، والفلاحين، الذين كانوا مالكين للأراضي، متبوعين بالكوتر والحراس، غالبًا محدودي الحقوق في الأراضي المشتركة والمراعي. تحكّم التجار الأثرياء بالمجتمع الحضري، وكان أغلبهم من البورجس. أدناهم الحِرفيّون، الذي كانوا في صراع مع النخبة الحضرية في كثير من الأحيان. أسفل هذه المراتب، في كل من المجتمع الحضري والريفي، هناك مجموعات متنوعة من «الرجال عديمي الخبرة» المتنقلين والعاطلين والمتشردين.
كانت الحكومة الملكية مُلحدة، إذ حُسِب النسب فقط من خلال سلالة الذكور، ما ساعد على إنشاء أهميةٍ للألقاب والعشائر. أدت القوة المتزايدة للدولة والتغيير الاقتصادي إلى تآكل قوة هذه التنظيمات، وسُرّعت العملية باستجابة الحكومة لخطر النهضات اليعقوبية من خلال ضعضعة قوة زعماء القبائل في القرن الثامن عشر. كان للإصلاح تأثير كبير على الحياة الأسرية، إذ غيّر طبيعة المعمودية والزواج والدفن، ما أدى إلى تغيير في العلاقات الأوسع، والحالة المقدسة وممارسات الدفن والتركيز بشكل أكبر على دور الأب.
تشير الدلائل الديموغرافية المحدودة إلى التوسع السكاني بشكل عام، والمحدود بالأزمات المعيشية قصيرة المدى، ربما أشدها «سنوات المرض السبع» في تسعينيات القرن التاسع عشر. استمرت المراكز الحضرية في البرغز بالنمو، وأكبرها إدنبرة، تليها غلاسكو. أدى النمو السكاني والتفكك الاقتصادي من النصف الثاني للقرن السادس عشر إلى تزايد مشكلة التشرد، والتي استُجيب لها من خلال سلسلة من القوانين البرلمانية التي أنشأت «قانون الفقراء المسنين»، الذي حاول ضمان الإغاثة للفقراء «المستحقين» المحليين، مع معاقبة المتسولين العاطلين عن العمل والمتشردين. أدّت الطبيعة الأبوية للمجتمع فرض خضوع النساء إلى أزواجهن وعائلاتهن. بقين جزءًا مهمًا من القوى العاملة وبعضهنّ كانت مستقلات اقتصاديًا، بينما عاشت بعضهنّ حياة هامشية. في بداية الفترة، كانت حالة النساء القانونية ضعيفة أو لم يكن لديهن أي شيء، ولكن جُرّمن بشكل متزايد بعد الإصلاح، وكنّ الموضوعات الرئيسية لعمليات مطاردة الساحرات التي استمرّت بأعداد كبيرة نسبيًا حتى نهاية القرن السابع عشر.

## العائلة

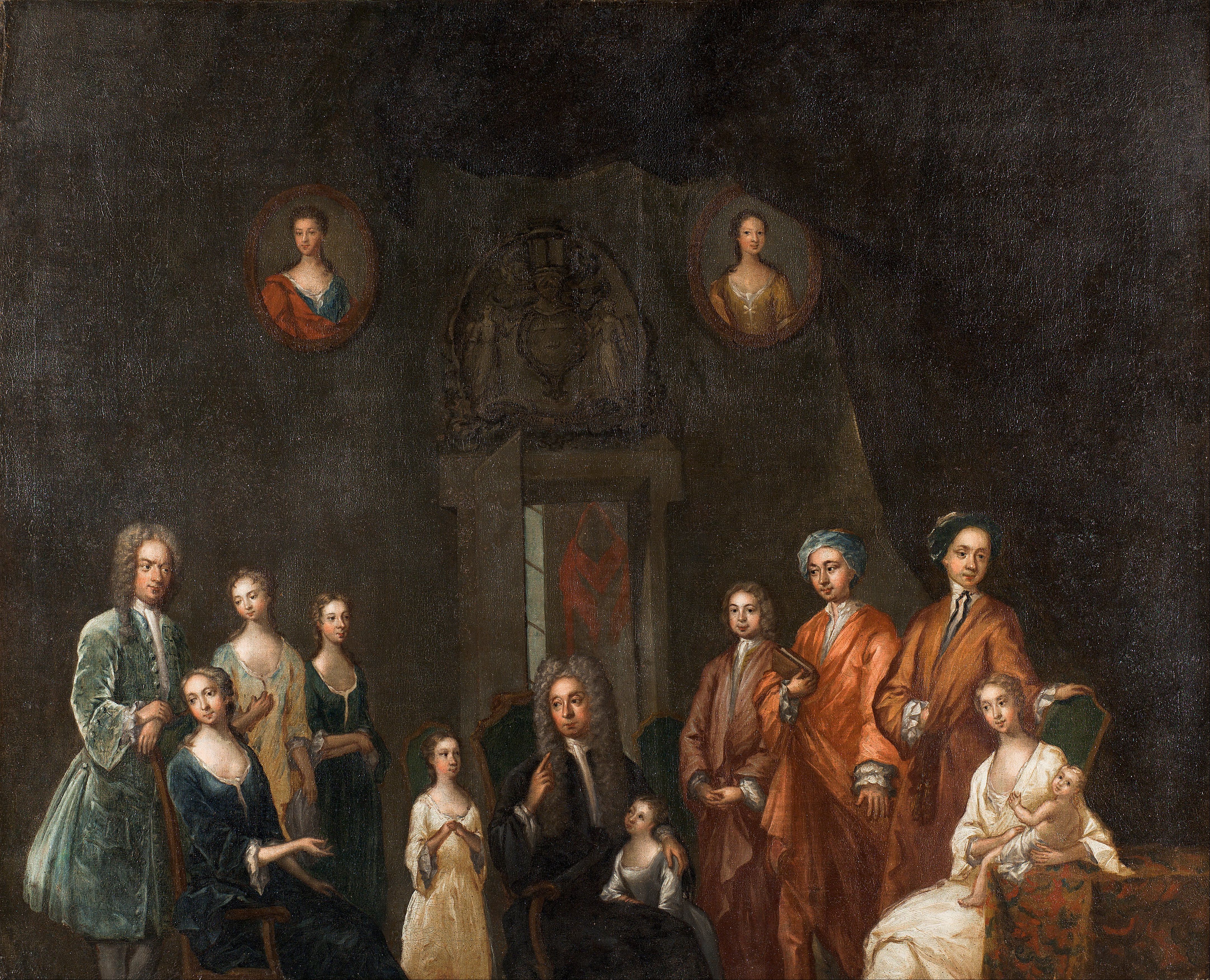
لوحة تصور القاضي الإسكتلندي السير فرانسس غرانت لورد كولن مع عائلته بريشة جون سيمبرت (1688–1751)

هناك قلق كبير على سلامة الأطفال في هذه الفترة، بسبب ارتفاع معدل وفيات الرضع. أدّى إلغاء العرابين في فترة الإصلاح إلى أن تصبح المعمودية آلية للتأكيد على دور ومسؤوليات الآباء. استُخدمت المرضعات لرعاية الأطفال الصغار، ولكن في معظم العائلات أخذت الأمهات الدور الأساسي في تربية الأطفال، بينما أكد كيرك على دور الأب للأطفال الأكبر سنًا. بعد فترة الإصلاح كان هناك تركيز متزايد على التعليم، ما أدى إلى نمو نظام المدرسة الرعوية، ولكن آثاره اقتصرت على أطفال الفقراء والفتيات. غادر معظم الأطفال منازلهم لفترة من أجل الخدمة الحياتية، إذ غادر الشباب المنزل ليعملوا خدمًا في المنازل أو الزراعة، أو ليصبحوا حرفيين، وانتهت عندما تزوجوا وأنشأوا أسرًا مستقلة.
كان الزواج في كثير من الأحيان موضوع مفاوضات دقيقة، وخاصةً في الطبقات العليا للمجتمع. فقد الزواج مكانة قدسيته في فترة الإصلاح، واستمرّ طوال هذه الفترة قبول الزواج غير النظامي، وعدٌ عام بسيط أو اتفاق متبادل يليه إتمام الزواج أو المساكنة. تمكنت النساء من إدارة المنزل وعملن في بعض الأحيان بجانب أزواجهن، وعلى الرغم من التأكيد على طاعة الأزواج، كان ذلك محدودًا في الممارسة العملية. تطور الطلاق بعد الإصلاح، وأصبح متاحًا لمجموعة واسعة من الأسباب وازداد الوصول إليه من قبل قطاع أكبر من المجتمع أكثر مما كان عليه في إنجلترا. بسبب معدلات الوفيات المرتفعة، كان الترمّل حالة شائعة نسبيًا، حصلت بعض النساء على الاستقلالية والمكانة، ولكن أُرغمت أخريات على العيش الهامشي؛ كان الزواج مرة أخرى شائعًا. أُزيلت الجنازات كثيرة التفاصيل ونظام الصلاة المعقد للموتى اللذان سادا في أواخر العصور الوسطى في إسكتلندا في فترة الإصلاح، عندما قُدّمت خدمات أبسط. لم يُشجّع على الدفن داخل الكنيسة، ما تسبب في بعض الذعر بين الليرد المحليين الذين رغبوا في أن يُدفنوا مع أسلافهم. أدى ذلك إلى الحل الإسكتلندي الفريد بإضافة ممر رابع إلى الكنائس ذات مخطط «تي»، عادة ما يكون خلف المنبر، إذ أُغلقت واستُخدمت لدفن عائلات الليرد المحليين. بالنسبة للغالبية، توجّب الدفن خارج الكنيسة، وازاد شيوع المقابر ذات الشواهد أو الأحجار منذ أوائل القرن السابع عشر.